# Maxmilian Mareček
Maxmillian Mareček, v zahraničí používal jméno Max Maretzek nebo Mareczek (28. června 1821 Brno – 14. května 1897 Pleasant Plains, Staten Island, New York, USA), byl hudební skladatel, dirigent a operní podnikatel českého původu činný ve Spojených státech.

## Život
Již v mládí projevoval mimořádný hudební talent. V 19 letech zkomponoval operu Hamlet, která byla uvedena v Brně 14. listopadu 1840. Studoval medicínu na Vídeňské univerzitě a současně se vzdělával v hudbě u Ignaze von Seyfrieda. Po dvou letech studia medicíny zanechal a zcela se věnoval hudbě. Jako hudebník zaujal i císaře Ferdinanda I. a získal si uznání od předních vídeňských hudebníků (Hans von Bülow, Richard Wagner, Ferenc Liszt, Jacques Offenbach, Johann Strauss). Jako houslista a dirigent procestoval Německo a Francii. Za svého pobytu v Paříži navázal styky s tamními skladateli (Giacomo Meyerbeer, Hector Berlioz, Frédéric Chopin) a s německým básníkem Heinrichem Heine. V roce 1844 se usídlil v Londýně a stal se asistentem dirigenta Michaela Williama Balfe v Her Majesty's Theatre (Divadle jejího Veličenstva).
V roce 1848 odcestoval do Spojených států a stal se hudebním ředitelem divadla Astor Opera House v New Yorku. V roce 1849 zahájil svou kariéru operního producenta. Založil vlastní operní společnost složenou převážně ze zpěváků Astor Opery a v následujících letech uvedl na scénu vrcholná díla světového operního repertoáru. V roce 1854 řídil zahajovací představení nového newyorského divadla Academy of Music. Kvůli sílící konkurenci se na čas přesunul do Filadelfie. V roce 1860 se vrátil do Astor Place Opera House, ale spolupracoval také s divadlem Niblo's Garden na Broadwayi a s divadlem Crosby's Opera House v Chicagu. Podnikal i umělecké cesty na Kubu a do Mexika.
Přes veškeré úspěchy a pocty ve Spojených státech se stále považoval za Čecha a nějaký čas vydával v New Yorku český časopis Slavia.
Kromě dvou oper a několika úspěšných operet napsal i tři svazky pamětí.

## Dílo

### Opery
- Hamlet (uvedena v Brně roku 1843; znovu v USA v roce 1900)
- Sleepy Hollow, or The Headless Horseman (25. 9. 1879 New York)

### Literární dílo
- Crotchets and quavers: or, Revelations of an opera manager in America
- Sharps and flats: a sequel to Crotchets and quavers
- Further revelations of an opera manager in 19th century America: the third book of memoirs